# Харьяга (приток Харьягского Шара)
Харъяга (вариант — Харь-Яга) — река в России, левый приток Печоры. Протекает по северу Республики Коми, неподалёку от границы с Ненецким автономным округом. Исток находится на северной оконечности Тобышской возвышенности, входящей в систему Тиманского кряжа. Протекает по ненаселённой лесотундровой местности в общем северо-восточном направлении. Низовья реки заболочены. Устье находится в 66 км по левому берегу печорской протоки Борщёвый Шар, в этом месте также носящей название Харъягский Шар. В устье расположена деревня Харъяга. Длина реки составляет 80 км. Крупных притоков не имеет.

## Данные водного реестра
По данным государственного водного реестра России относится к Двинско-Печорскому бассейновому округу, водохозяйственный участок реки — Печора от водомерного поста Усть-Цильма и до устья, речной подбассейн реки — бассейны притоков Печоры ниже впадения Усы. Речной бассейн реки — Печора.
Код объекта в государственном водном реестре — 03050300212103000082721.